# Barre de réglage
Une barre de réglage (ou truss rod en anglais) est une tige métallique présente à l'intérieur du manche des guitares et d'autres instruments dont les cordes subissent une forte tension et répercutent cette contrainte sur le manche. Cette pièce sert à stabiliser la forme du manche et à en ajuster la courbure. Placée dans une cavité ménagée le long du manche, sous la touche, elle est généralement en acier, un écrou de réglage à son extrémité permettant d'ajuster sa tension.

## Invention
La première mention d'un système de barre de réglage (plus tard commercialisé sous le nom de Spoke Wire) remonte au 5 avril 1921, dans le cadre d'un brevet déposé aux États-Unis par Thaddeus J. McHugh, un employé de Gibson,.

## Action de la tige

Coupe du manche d'une guitare électrique, avec une tige de réglage relâchée.

Quand la tige est relâchée (montrant une courbure dirigée vers le corps de la guitare), elle permet au manche de s'incurver légèrement en réponse à la tension des cordes qui peut s'élever à 889,644 N soit 90,718 Kg-force. À l'inverse, quand la tige est serrée (en direction de la tête), elle aligne le manche dans l'axe horizontal en s'opposant à la tension des cordes.
Comme les cordes d'une guitare vibrent selon un motif elliptique, il est normalement préférable d'avoir un manche légèrement incurvé afin de faciliter le jeu et d'éviter les bruits de frettes. Sans une telle tige, le manche d'une guitare se déformerait progressivement jusqu'à atteindre une courbure irréversible. Les changements de température et d'humidité peuvent affecter la forme du manche. Un ajustement de la tige peut également être nécessaire lorsque le tirant (masse linéique des cordes) est modifié.
Les tiges sont la plupart du temps en acier, mais il existe aussi des modèles en graphite ou dans d'autres matériaux. Le renfort de manche n'est pas nécessaire pour les instruments à cordes qui n'ont pas une tension aussi élevée que celle présente sur une guitare à cordes d'acier. C'est le cas par exemple pour les guitares classiques avec des cordes en nylon ou les violons.

## Ajustement
Un instrument est normalement ajusté avant d'être livré et vendu. S'il s'avère nécessaire, un ajustement de la tige est une opération délicate qui peut endommager la guitare — en outre, il sera peut-être nécessaire d'ajuster d'autres paramètres de la guitare pour la faire « sonner juste », comme la hauteur des cordes au niveau du chevalet. En tournant la tige dans le sens des aiguilles d'une montre, elle sera plus tendue et s'opposera à la tension des cordes avec un manche qui prendra une courbure positive (manche convexe). En tournant dans le sens inverse, la tension de la tige sera moindre et la tension des cordes l'emportera avec pour conséquence un manche dont la courbure sera négative (manche concave).

### Variantes
Certaines guitares (comme les Rickenbacker) possèdent deux tiges, plus difficiles à ajuster car elles introduisent la modification de la torsion du manche. On peut aussi rencontrer, plus rarement, une tige dont le sens de rotation du réglage est inversé.

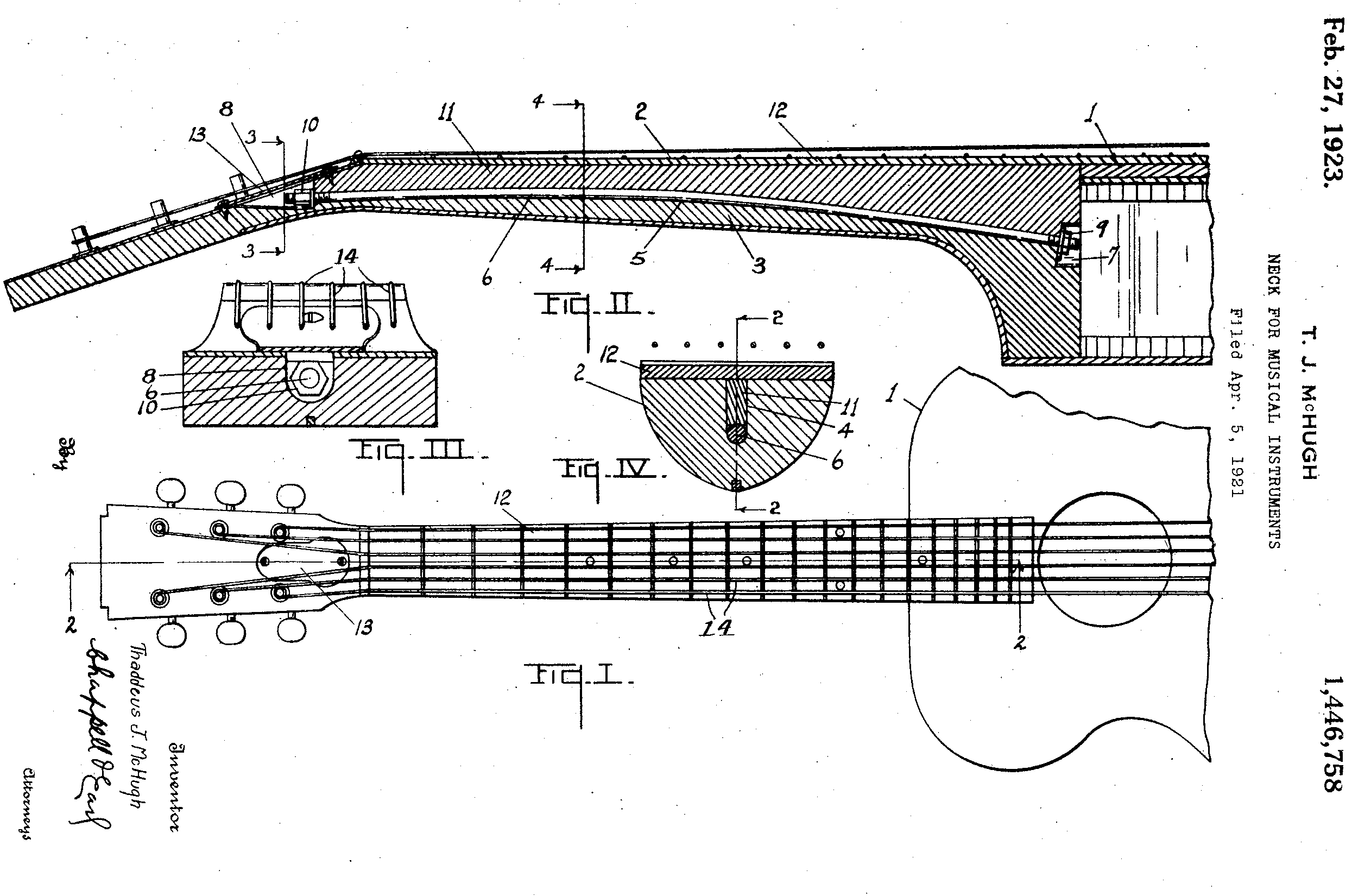
Extrait du brevet déposé par McHugh en 1921.

## Emplacement

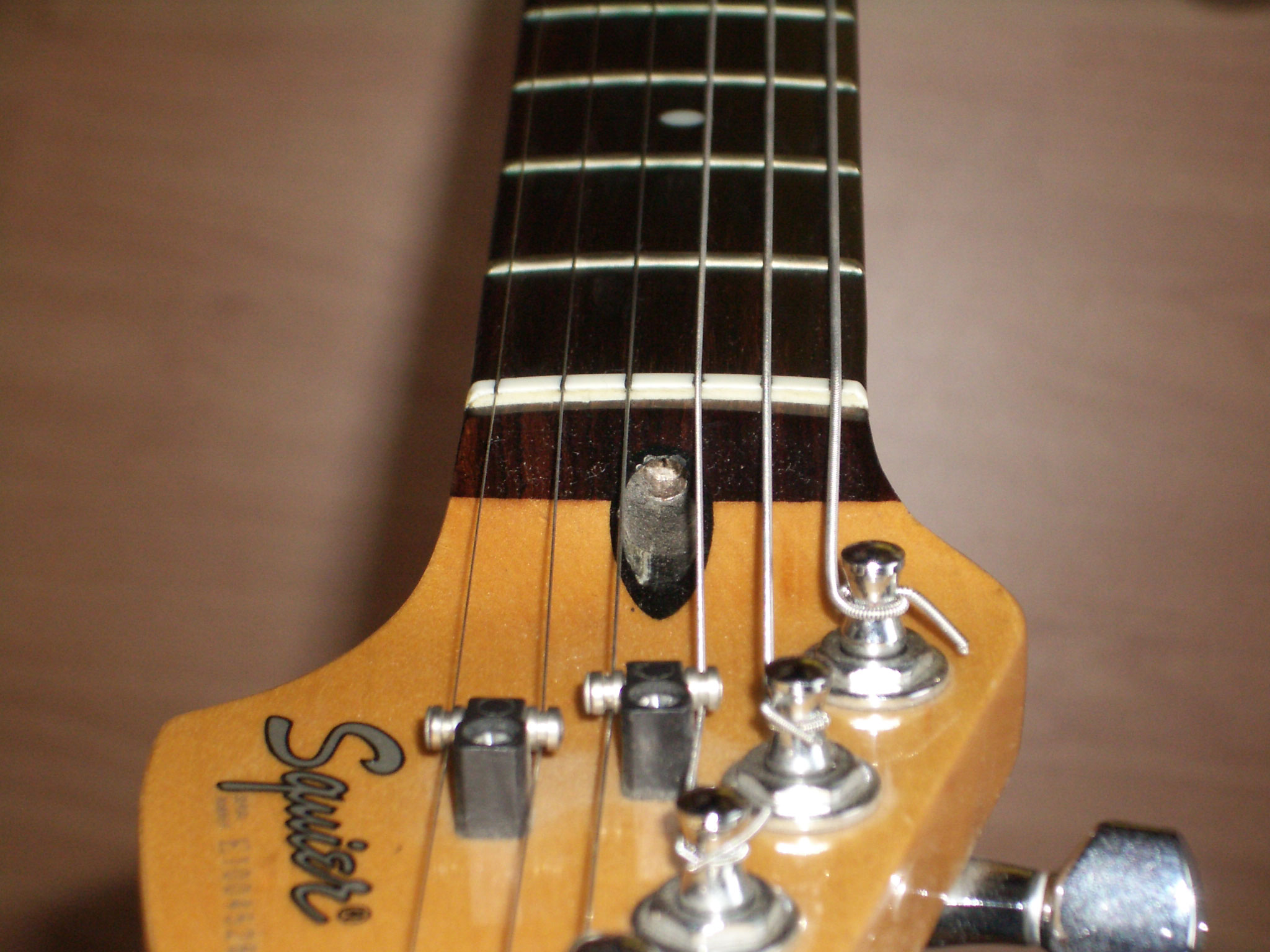
Trou à la base de la tête d'une guitare, avec l'extrémité de la barre de réglage (type Fender Stratocaster).

La tige peut être ajustée grâce à un écrou avec empreinte Allen situé à son extrémité. Selon le modèle de la guitare, l'écrou peut se trouver à différents endroits.
- Du côté de la tête, au fond d'une cavité cylindrique (ex. : modèles Fender récents). L'ajustement se fait au moyen d'une clef Allen.
- Du côté du corps, sous la jonction entre le manche et le corps de la guitare (modèles Fender plus anciens). Selon le modèle, il peut être nécessaire de retirer la plaque de protection (pickguard) pour y accéder.
- Sur les guitares Gibson et Epiphone, l'écrou est couvert avec une petite plaque en forme de cloche sur le manche. L'ajustement se fait normalement avec des clefs Allen dont le diamètre peut varier (6 ou 8 mm).
- Sur les guitares acoustiques, l'ajustement se fait du côté du corps de la guitare, en passant par l'ouïe.